# Granville Leveson-Gower, 1. hrabě Granville
Granville Leveson-Gower, 1. hrabě Granville (Granville Leveson-Gower, 1st Earl Granville, 1st Viscount Granville, 1st Baron Leveson) (12. října 1773, Trentham Hall, Anglie – 8. ledna 1846, Londýn, Anglie) byl britský diplomat a politik z významného šlechtického rodu Leveson-Gower. V mládí byl dlouholetým členem Dolní sněmovny, od roku 1815 zasedal ve Sněmovně lordů jako vikomt, v roce 1833 získal titul hraběte. Jako diplomat se uplatnil v Prusku, Rusku, Belgii a Nizozemí, nakonec byl třináct let britským velvyslancem ve Francii.

## Kariéra v politice a diplomacii
Narodil se na rodovém sídle Trentham Hall (Staffordshire) jako mladší syn 1. markýze ze Staffordu, jeho starší bratr byl 1. vévodou ze Sutherlandu. Byl vzdělán soukromě, v roce 1789 byl zapsán na univerzitu v Oxfordu, ale ke studiu nenastoupil, v roce 1799 zde ale získal čestný doktorát. V letech 1792–1794 podnikl kavalírskou cestu po Evropě, v letech 1795–1815 byl poslancem Dolní sněmovny za stranu whigů (od roku 1799 v parlamentu zastupoval hrabství Stafford, kde rodina vlastnila statky), patřil k přátelům pozdějšího premiéra Georga Canninga. V letech 1796–1797 byl členem diplomatické mise hraběte z Malmesbury ve Francii, poté byl krátce vyslancem v Berlíně (1798). V letech 1800–1801 byl ve vládě lordem pokladu, později zastával funkci vyslance v Petrohradu (1804–1806 a 1807), od roku 1804 byl též členem Tajné rady. V roce 1809 byl krátce ministrem války, po skončení napoleonských válek byl vyslancem v Bruselu (1815) a Haagu (1823-1824). V roce 1815 získal titul vikomta Granville a vstoupil do Sněmovny lordů. Svou kariéru završil ve třech funkčních obdobích jako vyslanec v Paříži (1824–1828, 1831–1834 a 1835–1841). V roce 1828 získal Řád lázně a v roce 1833 byl povýšen na hraběte Granville.

## Soukromý život a potomstvo

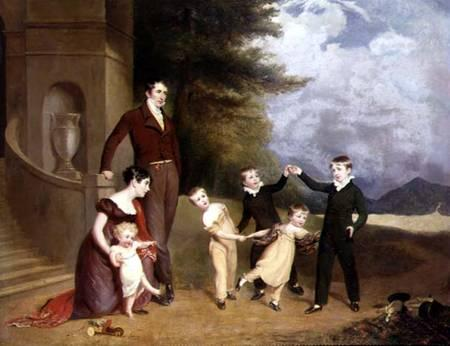
Hrabě Granville s manželkou a dětmi (1815)

V mládí udržoval dlouholetý milostný poměr s Henriettou Ponsonby, hraběnkou z Bessborough (1761–1821), sestrou ministra námořnictva a vnitra 2. hraběte Spencera. Z jejich poměru se narodily dvě děti, dcera Harriet (1801–1852) se přes nemanželský původ provdala za vévodu z Leedsu.
V roce 1809 se oženil s Harriet Cavendish (1795–1862), dcerou 6. vévody z Devonshire, která byla zároveň neteří Granvillovy milenky hraběnky z Bessboroughu. Měli spolu čtyři děti, starší syn Granville George (1815–1891) byl dědicem titulů a významným politikem Liberální strany, třikrát byl ministrem zahraničí. Mladší syn Edward Frederick Leveson-Gower (1819–1907) vyrůstal ve Francii spolu s francouzským následníkem trůnu hrabětem z Chambordu, později byl dlouholetým členem Dolní sněmovny.